# Дульомбка
Дульомбка (пол. Duląbka) — село в Польщі, у гміні Дембовець Ясельського повіту Підкарпатського воєводства.
Населення — 343 особи (2011).

## Демографія
Демографічна структура станом на 31 березня 2011 року:
|          | Загалом | Допрацездатний вік | Працездатний вік | Постпрацездатний вік |
| -------- | ------- | ------------------ | ---------------- | -------------------- |
| Чоловіки | 166     | 41                 | 106              | 19                   |
| Жінки    | 177     | 46                 | 85               | 46                   |
| Разом    | 343     | 87                 | 191              | 65                   |